# Kronenwetter
Kronenwetter es una villa ubicada en el condado de Marathon en el estado estadounidense de Wisconsin. En el Censo de 2010 tenía una población de 7.210 habitantes y una densidad poblacional de 53,47 personas por km².

## Geografía
Kronenwetter se encuentra ubicada en las coordenadas 44°49′14″N 89°35′20″O / 44.82056, -89.58889. Según la Oficina del Censo de los Estados Unidos, Kronenwetter tiene una superficie total de 134.85 km², de la cual 133.91 km² corresponden a tierra firme y (0.69%) 0.93 km² es agua.

## Demografía
Según el censo de 2010, había 7.210 personas residiendo en Kronenwetter. La densidad de población era de 53,47 hab./km². De los 7.210 habitantes, Kronenwetter estaba compuesto por el 94.49% blancos, el 0.32% eran afroamericanos, el 0.28% eran amerindios, el 3.66% eran asiáticos, el 0% eran isleños del Pacífico, el 0.5% eran de otras razas y el 0.75% pertenecían a dos o más razas. Del total de la población el 1.4% eran hispanos o latinos de cualquier raza.